# Којукук
Којукук (енгл. Koyukuk River) је река која протиче кроз САД. Дуга је 684 km. Протиче кроз америчку савезну државу Аљаска. Улива се у Јукон.